# Église Saint-Roch d'Albinhac
L'église Saint-Roch d'Albinhac est une église située à Albinhac, sur le territoire de la commune de Brommat, en France.

## Localisation
L'église est située sur la commune de Brommat, dans le département français de l'Aveyron.

## Historique
L'église qui a précédé l'actuelle a été donnée à abbaye de Conques au temps du roi Lothaire. L'abbaye y crée une mense abbatiale en 1315.
L'église a d'abord été dédiée à saint Martin, puis à saint Roch.
L'édifice est classé au titre des monuments historiques en 1933.